# Pinheiros e Vale de Figueira
Pinheiros e Vale de Figueira (llamada oficialmente União das Freguesias de Pinheiros e Vale de Figueira) es una freguesia portuguesa del municipio de Tabuaço, distrito de Viseu.

## Historia
Fue creada el 28 de enero de 2013 en aplicación de una resolución de la Asamblea de la República de Portugal promulgada el 16 de enero de 2013 con la unión de las freguesias de Pinheiros y Vale de Figueira, pasando su sede a estar situada en la antigua freguesia de Pinheiros.

## Demografía
| Gráfica de evolución demográfica de Pinheiros e Vale de Figueira entre 2011 y 2021 |
|                                                                                    |
| Datos según el nomenclátor publicado por el INE portugués.                         |